# Kreisgericht Freystadt
Das Kreisgericht Freystadt war ein preußisches Kreisgericht in der damaligen Provinz Schlesien mit Sitz in der Stadt Freystadt.

## Geschichte
In Bezirk des Kreisgerichts Freystadt bestanden bis 1849 das königliche Stadtgericht Freystadt sowie viele Patrimonialgerichte.
1849 wurden in Preußen einheitlich Kreisgerichte geschaffen. Hierbei wurde die Patrimonialgerichtsbarkeit abgeschafft und die Patrimonialgerichte wurden aufgehoben. Auch die eingangs genannten Gerichte wurden aufgehoben und es entstand das Königliche Kreisgericht Freystadt im Sprengel des Appellationsgerichts Glogau. Es war für den Kreis Freystadt i. Niederschles. zuständig.
Zuständiges Schwurgericht war das Kreisgericht Grünberg. Am Gericht waren 1870 ein Direktor und acht Kreisrichter eingesetzt. 1870 betrug die Zahl der Gerichtseingesessenen 51.657. Gerichtskommissionen bestanden in Beuthen an der Oder, Carolath und Neusalz. Gerichtstage wurden in Schlawe gehalten.
Im Rahmen der Reichsjustizgesetze wurde das Gerichtswesen in Deutschland 1879 vereinheitlicht. Damit wurde das Kreisgericht Freystadt aufgehoben und das königlich preußische Amtsgericht Freystadt mit Wirkung zum 1. Oktober 1879 als eines von 14 Amtsgerichten im Bezirk des Landgerichtes Glogau als Nachfolger gebildet. Auch die Gerichtskommissionen wurden in Amtsgerichte (Amtsgericht Beuthen an der Oder, Amtsgericht Carolath, Amtsgericht Neusalz) umgewandelt.